# جونيور فيشر
جونيور فيشر (بالإنجليزية: Junior Fisher)‏ (2 أبريل 1978 بجزر كايمان في المملكة المتحدة - ) هو لاعب كرة قدم بريطاني في مركز الدفاع. شارك مع منتخب جزر كايمان لكرة القدم. أما مع النوادي، فقد لعب مع George Town SC ‏ وScholars International SC ‏.

## وصلات خارجية
- جونيور فيشر على موقع قاعدة بيانات كرة القدم.إي يو (الإنجليزية)
- جونيور فيشر على موقع ناشيونال فوتبول تيمز (الإنجليزية)
- جونيور فيشر على موقع Soccerway.com (الإنجليزية)